# 潘集镇
潘集镇，是中华人民共和国安徽省淮南市潘集区下辖的一个乡镇级行政单位。

## 行政区划
潘集镇下辖以下地区：
李兴村、东湖村、朱庄村、胡庄村、赵前村、赵后村、夏圩村、大庄村、王圩村、潘集村、潘杨村、集南村、吴乡村、张圩村、魏圩村、小圩村和草庙村。